# Wang Xin
Wang Xin (王鑫S, Wáng XīnP; 11 agosto 1992) è una tuffatrice cinese.
Ha vinto due medaglie olimpiche nei tuffi, entrambe alle Olimpiadi 2008 tenutesi a Pechino. In particolare ha vinto la medaglia d'oro nella gara di piattaforma 10 metri sincro femminile, in cui ha gareggiato con Chen Ruolin, e la medaglia di bronzo nella piattaforma 10 metri. All'epoca aveva 15 anni.
Ai campionati mondiali di nuoto 2007 ha conquistato la medaglia d'oro nella piattaforma 10 metri, mentre nell'edizione 2009 dei mondiali ha conquistato l'oro nella piattaforma 10 metri femminile.